# Claire Démar
Claire Démar, född 1799, död 3 augusti 1833, var en fransk feministisk journalist och författare, medlem av den saintsimonistiska rörelsen.
Inget är känt om Démars tidiga år och födelseåret 1799 är osäkert. Dessutom var hennes verkliga namn kanske Émilie d'Eymard, ty så signerade hon sina tidigaste brev. Enligt en hypotes var hon dotter till kompositören Sébastien Démar.
Hon var en av de mest stridbara kvinnorna i den saintsimonistiska rörelsen under den tid då den närmast utvecklats till en religion. Strax innan sin död publicerade hon en "Appell från en kvinna till folket om kvinnans frigörelse" i vilken hon kräver att den franska rättighetsförklaringen också skall gälla kvinnor. Hon kallar också här äktenskapet legal prostitution. Hon medverkade i feministiska tidskrifter som hade blivit möjliga att starta efter 1830.
Démar tog sitt eget liv (tillsammans med älskaren Perret Desessarts) efter att ha hamnat i yttersta misär och i misströstan om den feministiska saken.